# Первый столб
Первый столб — скальный массив в центральном районе национального парка «Красноярские Столбы».

## Описание
Первый столб представляет собой крупнейший и самый популярный скальный массив парка. Название получил как первый массив, встречающийся на пути от Енисея по Лалетинской тропе. Высота скалы составляет 87 метров над подножием, периметр основания — около 660 метров.
Массив сложен из 9 крупных и множества мелких отдельностей, прорезан трещинами, щелями и сквозными пещерами. Подножие и часть поверхности покрыты разнообразной растительностью: лишайниками, мхами, травами, кустарниками и деревьями. Площадка между западной стеной Первого Столба и Слоником, известная как Театральная, является самым популярным и многолюдным местом на территории заповедника.

## История
Согласно легенде, своё название скала получила от казака Ивана Лалетина, который одним из первых обнаружил каменные останцы и назвал их «Столпы» по библейскому образу. Со временем название трансформировалось в «Столбы». Нумерацию свою они получили по очередности появления вдоль тропы, по которой ходили на реку Мана.
Первое восхождение на вершину совершила в середине XIX века группа Вениамина Капина, и это восхождение считают началом развития столбизма — красноярской традиции скалолазания. Первый столб остается одним из наиболее посещаемых. В отдельные моменты на скале одновременно находилось до тысячи человек.

## Скалолазание
На Первом Столбе проложено более 50 маршрутов различной сложности. Массив обладает наиболее разветвлённой системой столбистских ходов (44 маршрута) и скалолазных трасс (31 маршрут).

### Оборудование маршрутов
В 1990 году группой энтузиастов под руководством Владимира Лебедева здесь было оборудовано шлямбурами 20 мультипитчевых маршрутов различной протяжённости. В 2016 году в рамках проекта «Безопасность на скалах» при поддержке компаний «Венто» и «Petzl» большинство маршрутов были переоборудованы современными клеевыми анкерами.

### Известные маршруты
Наиболее популярным и простым считают ход Катушки, названный так по особенностям покатых гранитных плит и полок, расположенных последовательно друг над другом.

#### Ходы на массив Коммунар
Массив Коммунар, являющийся частью Первого Столба, занимает особое место в традициях столбизма. Прохождение его маршрутов считается в столбистском сообществе своеобразным посвящением. Ходы на Коммунар отличаются особой технической сложностью и требуют не только физической подготовки, но и психологической устойчивости.
Основные ходы массива:
- Горизонталка — ключевой подход к массиву, требующий хорошей координации
- Пупсик — вертикальный отлом с минимальными точками опоры
- Рояль — сложный переход с элементами отрицательного наклона
- Ползунок — опасный спусковой маршрут с ограниченной видимостью опор
- Перекресток — место соединения нескольких ходов с отвесным обрывом

Держась, в откидку, за боковой отлом, мы начали спускаться к переходу на Горизонталку... Вовка шустро ушел влево и скрылся за скалой. Я подошел к Перекрестку. Справа Рояль. Вверху Пупсики. Слева переход в Ползунок. А внизу... Внизу на пятьдесят метров нет ничего... После третьей попытки, стал я налаживаться к прыжку с Коммунара. Уж больно там заманчиво прыгнуть. Раз, и все проблемы готовы. Но удержали какие-то смутные сомнения. Правильно удержали. Не всякий скалолаз там прыгнет... Вдруг чувствую кто-то меня за эту ногу хватает и тащит вниз со всей дури... "Тяни ногу, Женька, не ссы"... Хоп и я на полочке. Пять сантиметров всего не дотягивался.Адамович Евгений Андреевич
Лаз Вопросик — вертикальная угловая щель на высоте около 80 метров от подножия Столба, и спуск по ней 3-4 метра на крошечный уступчик. Даже летом по хорошей погоде, нормально лазая, на этом уступе уж очень неуютно и страшно, потому назвали его Вопросиком, что вниз-то на срыв девяносто метров с отвеса, свободное падение, полёт и жесткое приземление.